# Diaporthe cinerascens
Diaporthe cinerascens är en svampart som beskrevs av Sacc. 1882. Diaporthe cinerascens ingår i släktet Diaporthe och familjen Diaporthaceae.   Inga underarter finns listade i Catalogue of Life.